# Lời hứa ngàn ngày
Lời hứa ngàn ngày (tiếng Hàn: 천일의 약속; Romaja: Cheonileu yaksok) là là một bộ phim truyền hình lãng mạn Hàn Quốc năm 2011 về người phụ nữ do Soo Ae thủ vai bị mất trí nhớ và người đàn ông do Kim Rae-won luôn luôn ở bên cạnh cô.Được viết bởi nhà biên kịch nổi tiếng Kim Soo-hyun,nó được phát sóng trên SBS từ ngày 17 tháng 10 đến ngày 20 tháng 12 năm 2011 vào thứ Hai và thứ Ba lúc 21:55 KST cho 20 tập.

## Nội dung
Lee Seo-yeon, một người phụ nữ có tinh thần tự do, đang có một mối tình bí mật với Park Ji-hyung, một kiến trúc sư đã có vợ chưa cưới. Khi nghe tin bố và mẹ của Ji-hyung đã ấn định ngày tổ chức đám cưới của anh, Seo-yeon chia tay với anh. Nhưng cô không có thời gian để than thở về cuộc chia tay đau đớn của mình, vì cô được chẩn đoán mắc bệnh Alzheimer (mất trí nhớ), một căn bệnh rất khó xảy ra đối với một phụ nữ 30 tuổi. Ji-hyung tình cờ biết được sự thật gây sốc và anh đã phá bỏ hôn ước chỉ trong 2 ngày trước đám cưới để quay lại với bạn gái cũ. Bất chấp sự phản đối kịch liệt từ bố, mẹ và thậm chí từ chính Seo-yeon, anh vẫn không từ bỏ cô và quyết định kết hôn với cô ngay lập tức. Người chồng lẩm cẩm tận tụy chăm sóc người vợ ốm yếu, mất khả năng ghi nhớ. Bất chấp tình trạng đau khổ của cô, cặp đôi vẫn cố gắng tiếp tục yêu thương và trải nghiệm nó đến cùng. Họ có một bé gái và hết lần này đến lần khác tìm thấy hạnh phúc trong cuộc sống hôn nhân, mặc dù cả hai đều nhận thức rõ rằng một kết cục bi thảm đang chờ họ phía trước.

## Diễn viên
- Soo Ae vai Lee Seo-yeon[4]
- Kim Rae-won vai Park Ji-hyung[5]
- Lee Sang-woo vai Jang Jae-min, họ hàng của Seo-yeon
- Jeong Yu-mi vai Noh Hyang-gi[6][7]
- Park Yu-hwan vai Lee Moon-kwon, em trai Seo-yeon[8][9]
- Oh Mi-yeon va bà của Seo-yeon
- Kim Hae-sook vai Kang Soo-jung, mẹ của Ji-hyung
- Lee Mi-sook vai Oh Hyun-ah, mẹ của Hyang-gi
- Moon Jung-hee vai Jang Myung-hee, họ hàng của Seo-yeon
- Im Chae-moo vai Park Chang-joo, ba của Ji-hyung
- Park Yeong-gyu vai Noh Hong-gil, ba của Hyang-gi
- Yoo Seung-bong vai bà ruột của Seo-yeon
- Jung Joon vai Cha Dong-chul, chồng của Myung-hee
- Yang Han-yeol vai con của Myung-hee
- Kim Boo-seon vai mẹ ruột của Seo-yeon
- Jang Hyun-sung vai bác sĩ của Seo-yeon
- Song Chang-eui vai Noh Young-soo, anh của Hyang-gi

## Rating
| Ngày       | Tập     | Toàn quốc   | Khu vực Seoul |
| ---------- | ------- | ----------- | ------------- |
| 2011-10-17 | 01      | 12.1% (8th) | 14.8% (3rd)   |
| 2011-10-18 | 02      | 13.0% (7th) | 16.2% (4th)   |
| 2011-10-24 | 03      | 14.3% (7th) | 16.8% (4th)   |
| 2011-10-25 | 04      | 14.9% (3rd) | 17.2% (3rd)   |
| 2011-10-31 | 05      | 14.9% (3rd) | 17.3% (3rd)   |
| 2011-11-01 | 06      | 16.4% (3rd) | 19.4% (3rd)   |
| 2011-11-07 | 07      | 15.8% (3rd) | 19.3% (1st)   |
| 2011-11-08 | 08      | 16.9% (4th) | 19.5% (2nd)   |
| 2011-11-14 | 09      | 15.8% (4th) | 19.0% (2nd)   |
| 2011-11-15 | 10      | 16.2% (4th) | 19.4% (2nd)   |
| 2011-11-21 | 11      | 15.2% (3rd) | 17.7% (3rd)   |
| 2011-11-22 | 12      | 15.7% (3rd) | 19.0% (2nd)   |
| 2011-11-28 | 13      | 14.6% (4th) | 17.6% (3rd)   |
| 2011-11-29 | 14      | 14.4% (5th) | 18.2% (3rd)   |
| 2011-12-05 | 15      | 14.1% (4th) | 17.1% (3rd)   |
| 2011-12-06 | 16      | 15.0% (4th) | 18.5% (3rd)   |
| 2011-12-12 | 17      | 14.7% (3rd) | 18.4% (3rd)   |
| 2011-12-13 | 18      | 15.4% (4th) | 18.5% (3rd)   |
| 2011-12-19 | 19      | 15.7% (1st) | 19.3% (1st)   |
| 2011-12-20 | 20      | 19.6% (2nd) | 23.5% (1st)   |
| Average    | Average | 15.2%       | 18.3%         |

Nguồn: TNmS Media Korea

## Giải thưởng và đề cử
| Năm  | Giải                                 | Thể loại                                                  | Người nhận               | Kết quả   |
| ---- | ------------------------------------ | --------------------------------------------------------- | ------------------------ | --------- |
| 2011 | SBS Drama Awards                     | Best Drama                                                | A Thousand Days' Promise | Đề cử     |
| 2011 | SBS Drama Awards                     | Top Excellence Award, Actor in a Special Planning Drama   | Kim Rae-won              | Đoạt giải |
| 2011 | SBS Drama Awards                     | Top Excellence Award, Actress in a Special Planning Drama | Soo Ae                   | Đoạt giải |
| 2011 | SBS Drama Awards                     | Excellence Award, Actor in a Special Planning Drama       | Lee Sang-woo             | Đề cử     |
| 2011 | SBS Drama Awards                     | Excellence Award, Actress in a Special Planning Drama     | Jeong Yu-mi              | Đề cử     |
| 2011 | SBS Drama Awards                     | Special Acting Award, Actress in a Special Planning Drama | Lee Mi-sook              | Đoạt giải |
| 2011 | SBS Drama Awards                     | New Star Award                                            | Jeong Yu-mi              | Đoạt giải |
| 2011 | SBS Drama Awards                     | Top 10 Stars                                              | Soo Ae                   | Đoạt giải |
| 2011 | SBS Drama Awards                     | Top 10 Stars                                              | Kim Rae-won              | Đoạt giải |
| 2012 | 48th Baeksang Arts Awards            | Best Actress (TV)                                         | Soo Ae                   | Đề cử     |
| 2012 | 48th Baeksang Arts Awards            | Best New Actor (TV)                                       | Park Yu-hwan             | Đề cử     |
| 2012 | 48th Baeksang Arts Awards            | Best New Actress (TV)                                     | Jeong Yu-mi              | Đề cử     |
| 2012 | 7th Seoul International Drama Awards | Best Screenwriter                                         | Kim Soo-hyun             | Đề cử     |
| 2012 | 5th Korea Drama Awards               | Top Excellence Award, Actress                             | Soo Ae                   | Đề cử     |

## Truyền hình quốc tế
Việt Nam
- Kênh: VTVCab 1 - Giải Trí TV, HTV7
- đang phát sóng

 Malaysia
- Kênh: RTM2
- Đã phát sóng 9 tháng 10 năm 2012